# Екібастузька ТЕС-2
Екібастузька ТЕС-2 — теплова електростанція на північному-сході Казахстану. 
В 1990 та 1993 роках на майданчику станції стали до ладу два енергоблоки потужністю по 500 МВт, кожен з яких отримав паровий котел виробництва Подільського котельного заводу типу П-57-Р продуктивністю по 1650 тон пари на годину, турбіну Ленінградського металічного заводу типу К-500-240-2 та генератор ТВВ-500 від заводу «Електросила». 
Також станція має пуско-опалювальну котельню, яка, зокрема, забезпечує потреби станційного селища Солнечний. Вона була обладнана сімома водогрійними котлами – двома типу КВГМ-100 продуктивністю по 100 Гкал/год (котли 1В та 2В) і п’ятьма типу ГМ-5. 
Як паливо ТЕС споживає вугілля (водогрійні котли допоміжної котельної розраховані на мазут).
Для видалення продуктів згоряння звели найвищий в світі димар заввишки 420 метрів, нижній діаметр якого дорівнює 44 метрам. Пуско-опалювальна котельня використовує трубу висотою 100 метрів.
В межах проекту ТЕС на основі озера Туздисор створили водосховище-охолоджувач, яке отримує поповнення із каналу Іртиш – Караганда (через відгалуження від каналу, що скидає воду до нижньої течії річки Шидерти). Із водосховищем станцію сполучають два канали довжиною 1 км та понад 4 км.
Видача електроенергії відбувається по ЛЕП, що працюють під напругою 500 кВ та 220 кВ.
Варто відзначити, що за первісним проектом радянських часів станція мала бути набагато потужнішою, при цьому споруджена станція хімводоочистки розрахована на обслуговування 8 блоків, а водосховище-охолоджувач та золовідвал – на 16 блоків.